# مارسابیت
مارسابیت (به لاتین: Marsabit) یک شهر در کنیا است که در استان دره ریفت واقع شده‌است.